# Elissa Downie
Elissa Downie (ur. 20 lipca 1999 r. w Nottinghamie) – brytyjska gimnastyczka, dwukrotna brązowa medalistka mistrzostw świata, mistrzyni Europy, czterokrotna medalistka igrzysk olimpijskich młodzieży.
Ma starszą siostrę o imieniu Rebecca, która również jest gimnastyczką. Wystąpiły razem na igrzyskach olimpijskich w Rio de Janeiro.

## Igrzyska olimpijskie
W 2016 roku na igrzyskach olimpijskich w Rio de Janeiro zajęła 13. miejsce w wieloboju indywidualnym. W zawodach wieloboju drużynowego zajęła 5. miejsce.
| Igrzyska | Miasto         | Konkurencja                           | Kwalifikacje | Kwalifikacje | Finał   | Finał   |
| Igrzyska | Miasto         | Konkurencja                           | Wynik        | Miejsce      | Wynik   | Pozycja |
| -------- | -------------- | ------------------------------------- | ------------ | ------------ | ------- | ------- |
| IO 2016  | Rio de Janeiro | Wielobój indywidualny                 | 56,466       | 24. Q        | 56,883  | 13.     |
| IO 2016  | Rio de Janeiro | Skok                                  | 14,683       | 11.          | NQ      | NQ      |
| IO 2016  | Rio de Janeiro | Ćwiczenia na poręczach asymetrycznych | 14,633       | 26.          | NQ      | NQ      |
| IO 2016  | Rio de Janeiro | Ćwiczenia na równoważni               | 14,500       | 11.          | NQ      | NQ      |
| IO 2016  | Rio de Janeiro | Ćwiczenia wolne                       | 12,500       | 72.          | NQ      | NQ      |
| IO 2016  | Rio de Janeiro | Wielobój drużynowy                    | 174,064      | 4. Q         | 174,362 | 5.      |